# Chiesa di San Pietro Apostolo (Sorisole)
La chiesa prepositurale di San Pietro Apostolo, o anche semplicemente chiesa di San Pietro, è la parrocchiale di Sorisole, in provincia e diocesi di Bergamo; fa parte del vicariato di Almenno-Ponteranica-Villa d'Almè.

## Storia
In un documento del 1260 si legge che la primitiva chiesa di Sorisole, dedicata ai santi Pietro e Alessandro di Bergamo, dipendeva dal primiceriato di Seriate; tale chiesa fu nuovamente menzionata nella Nota Ecclesiarum fatta redigere da Bernabò Visconti nel 1360, grazie alla quale si conosce che godeva di tre benefici di dieci lire.
Nel XV secolo venne costruita la nuova chiesa, intitolata alla Beata Vergine Maria; dalla relazione della visita pastorale del 1539 del vescovo Pietro Lippomano s'apprende che la chiesa era dotata di una sagrestia, di un campanile che però doveva ancora essere terminato e di tre altari, dei quali i laterali dedicati alla Madonna e al Santissimo Sacramento, e che accanto a essa sorgeva il camposanto, il quale non aveva alcuna recinzione.
Il 20 settembre 1575 giunsero a compiere la loro visita l'arcivescovo di Milano Carlo Borromeo e il suo accompagnatore monsignor Francesco Porro, i quali trovarono che la chiesa, nella quale avevanomsede le scuole del Santissimo Corpo di Cristo, di Santa Maria e di San Giovanni, era di ampie dimensioni e ben tenuta, che essa aveva come filiali l'antica parrocchiale di San Pietro, e gli oratori di San Giuseppe in località Azzonica, di Sant'Alessandro e la cappella di Santa Margherita e che accanto ad essa s'innalzava il campanile, la cui edificazione era iniziata nel 1526.
Vero il 1658 il vescovo di Bergamo Gregorio Barbarigo, compiendo la sua visita pastorale, annotò che il benefici della parrocchiale ammontava a quattrocento lire e che all'interno della chiesa avevano sede le scuole del Santissimo Sacramento, del Rosario, della Beata Vergine del Carmine e della Dottrina Cristiana.
Nel 1704, dopo la demolizione della chiesa tardomedievale, fu posta dal vescovo Luigi Ruzzini la prima pietra della nuova parrocchiale, il cui tetto venne ultimato nel 1733; la consacrazione fu impartita 1739 dal vescovo Antonio Redetti, che con l'occasione conferì alla chiesa il titolo di prepositurale.
Negli atti relativi alla visita pastorale del 1780 del vescovo Giovanni Paolo Dolfin si legge che nella, chiesa avevano sede le scuole del Santissimo Sacramento, del Suffragio dei Morti e dei disciplini; nel,1785 il coro e il presbiterio vennero decorati.
Nel 1861 risultava che i parrocchiani aumentassero a 1740, che la chiesa fosse inserita nella vicaria di Villa d'Almè e che a servizio della cura d'anime vi fossero il parroco e due coadiutori.
Nel 1939 la chiesa passò dalla vicaria di Villa d'Almè a quella di Ponteranica e l'anno seguente l'altare,maggiore venne consacrato dal vescovo Adriano Bernareggi.
Tra il 1956 e il 1958 la facciata subì un intervento che portò alla sostituzione degli intonaci e in periodo venne anche realizzata la nuova copertura della torre campanaria.
Il 28 giugno 1971 la chiesa fu aggregata alla neo-costituita zona della XII, per poi entrare a far parte il 21 maggio 1979 del vicariato di Almenno-Ponteranica-Villa d'Almè.

Nel 1985 il tetto fu ristrutturato e nel 1994 la facciata venne restaurata. Nel 2020 il sagrato venne ristrutturato.

## Descrizione

### Facciata
La facciata della chiesa, che è intonacata, è spartita orizzontalmente in tre registri: quello inferiore, suddiviso in cinque intercolumni da sei lesene e da controlesene d'ordine ionico, presenta il portale d'ingresso, che è affiancato da due colonne in stile corinzio sorreggenti un timpano spezzato, ai lati del quale sono collocate due statue raffiguranti degli angeli tra i quali vi è in medaglione in cui è ritratta la Consegna delle chiavi a san Pietro da parte di Gesù, quello intermedio, tripartito da quattro lesene, è caratterizzato da una finestra rettangolare e da due nicchie ospitanti le statue di Sant'Alessandro e di San Pietro, mentre quello superiore, i cui lati sono scanditi da due lesene, termina con il timpano di forma curvilinea.

### Interno
L'interno dell'edificio presenta un'unica navata, composta da quattro campate suddivise da lesene, che, dotate di capitelli d'ordine corinzio, sorreggono il cornicione sopra il quale si imposta la volta a botte; al termine dell'aula è collocato il presbiterio, introdotto dall'arco trionfale inframezzato dall'accesso alla sagrestia e da quello al campanile, rialzato di cinque gradini e chiuso dall'abside.